# Florcita Motuda (álbum)
Florcita Motuda es el primer álbum de estudio del músico chileno Raúl Alarcón, más conocido por su nombre artístico Florcita Motuda. Fue lanzado de manera independiente en 1977.
Si bien Alarcón ya había grabado material con Los Stereos y principalmente con Los Sonny's, banda de pop y rock psicodélico en la cual se desempeñaba como guitarrista y vocalista, su carrera como solista (y el uso de su seudónimo característico) comenzó con este álbum. La obra presenta un sonido sideral, psicodélico y experimental, con letras irónicas y frecuentemente de corte erótico. Los ritmos de cueca y música andina, el charango y las menciones a una mujer de nombre Mariana son comunes en el álbum.
El segundo tema del álbum es una versión a «Ojalá», de Silvio Rodríguez, mientras que el sexto tema es una versión a «La novia», de Antonio Prieto.

## Lista de canciones
| N.º | Título                                          | Duración |  |
| 1.  | «El ajo»                                        | 3:20     |  |
| 2.  | «Ojalá» (Cover de Silvio Rodríguez)             | 3:20     |  |
| 3.  | «Cueca espacial»                                | 4:10     |  |
| 4.  | «Brevemente... geeente»                         | 4:20     |  |
| 5.  | «Tonada deliciosa»                              | 4:20     |  |
| 6.  | «La novia» (Cover de Antonio Prieto)            | 3:50     |  |
| 7.  | «Esa niñita del patio ya está bailando desnuda» | 3:15     |  |
| 8.  | «Cachitos para los cielos»                      | 3:35     |  |
| 9.  | «Mujer engrifada y bella»                       | 3:00     |  |
| 10. | «Cueca calientita»                              | 3:15     |  |